# Piotr Borlik
Piotr Borlik (ur. 26 lipca 1986 w Bydgoszczy) – polski pisarz, autor popularnych powieści kryminalnych, znany przede wszystkim z serii „Boska proporcja”. Prawa do ekranizacji „Boskiej proporcji”, „Materiału ludzkiego” oraz „Białych kłamstw” zostały sprzedane polskiemu producentowi.
Fabuła większości jego powieści zlokalizowana jest w Trójmieście, głównie w Gdańsku, jego miejscu zamieszkania.

## Życiorys
Urodził się w 1986 w Bydgoszczy. Absolwent Uniwersytetu Technologiczno-Przyrodniczego w Bydgoszczy, z tytułem inżyniera. W trakcie studiów zaczął tworzyć pierwsze opowiadania, interesował się także grami logicznymi. Został mistrzem Holandii oraz laureatem trzeciego miejsca w otwartych mistrzostwach Czech w grach logicznych. Rozpoczął pracę w fabryce telewizorów, jednak zdecydował się na rozwijanie pasji literackiej. Zadebiutował jako pisarz opowiadaniem Matko moja!, nagrodzonym tytułem opowiadania miesiąca czasopisma literackiego Chimera. Od tamtego czasu publikował wielokrotnie, został laureatem kilku konkursów literackich. Otrzymał stypendium prezydenta Bydgoszczy dla osób zajmujących się twórczością artystyczną oraz upowszechnianiem kultury, jak też stypendium kulturalne miasta Gdańsk. Ukończył zaoczne studia uzupełniające z psychologii z tytułem magistra. Pierwszą książkę, pt. Teatr lalek, wydał w 2017, a jej akcję umieścił w Bydgoszczy. W 2018, na napisanie i wydanie książki pt. Wzgórze Sierot otrzymał Stypendium Kulturalne Miasta Gdańska. W 2019 wydał trylogię kryminalną, składającą się z powieści Boska proporcja, Materiał ludzki oraz Białe kłamstwa, której głównym bohaterem jest komisarz gdańskiej policji Agata Stec. Części trylogii otrzymały eksperymentalne na skalę światową okładki, które po połączeniu trzech razem tworzą spójną grafikę. Akcja kolejnych powieści osadzona jest w Trójmieście. W 2022 świętował wydanie dziesiątej powieści. 
Kilka lat spędził w Marbelli w Hiszpanii. Od 2016 mieszka w Gdańsku. Udziela się w licznych wydarzeniach kulturalnych Pomorza, jak na przykład spacer z czytelnikami po Parku Oliwskim (gdzie częściowo zlokalizowana jest fabuła książki „Boska proporcja”), spotkania z czytelnikami w trójmiejskich bibliotekach, udział w Nadmorskim Plenerze Czytelniczym w Gdyni, czytanie literatury dziecięcej podczas Jarmarku Dominikańskiego w ramach akcji „Tata mi czyta” itp.
Prywatnie uwielbia swojego syna Eryka i lubi gofry.

## Twórczość[3]
Seria: Boska proporcja - trylogia kryminalna o Agacie Stec
- 2019: Boska proporcja[10]
- 2019: Materiał ludzki[11]
- 2019: Białe kłamstwa[12]
- 2023: Baltica (prequel trylogii)
- 2024: Moc obietnic

Seria: Jakub Ramon
- 2020: Zapłacz dla mnie[13]
- 2021: Skłam, że mnie kochasz

Inne:
- 2017: Teatr lalek[14]
- 2020: Wymazani z pamięci[15]
- 2021: Tajemnica wzgórza trzech dębów
- 2021: Czterdzieści dusz
- 2022: Labirynt
- 2024: Za nadobne